# Rotohr-Pfeifhase
Der Rotohr-Pfeifhase oder Chinesische Rote Pfeifhase (Ochotona erythrotis) ist eine Säugetierart aus der Familie der Pfeifhasen innerhalb der Hasenartigen. Ihr Verbreitungsgebiet ist auf das Hochland der chinesischen Provinzen Gansu, Qinghai, Sichuan, Xinjiang und Yunnan beschränkt.

## Merkmale
Der Rotohr-Pfeifhase ist ein vergleichsweise großer Pfeifhase. Er erreicht eine Körperlänge von 18,1 bis 28,5 Zentimeter und gleicht verschiedenen anderen Arten der Gattung Ochotona sowohl in seiner Körpergröße als auch in den wesentlichen Schädelmerkmalen. Er hat ein helles, rostbraunes Sommerfell, das bei einzelnen Individuen im Brustbereich grau-rotbraun ist. Die Brust ist ebenfalls rotbraun, der Bauch weiß. Im Winter ist die Art auf dem Rücken und Bauch dunkel- oder blass-grau gefärbt, die Ohren behalten jedoch ihre rotbraune Farbe. Weitere Unterschiede zu anderen Arten, vor allem zu Ochotona rutila und Ochotona gloveri, bestehen in der Schädelmorphologie.

## Verbreitung

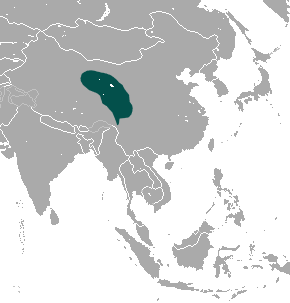
Verbreitungsgebiet des Rotohr-Pfeifhasen

Das Verbreitungsgebiet des Rotohr-Pfeifhasen ist auf das Hochland der chinesischen Provinzen Gansu, Qinghai, Sichuan, Xinjiang und Yunnan beschränkt.
Der Rotohr-Pfeifhase lebt auf alpinen Wiesen oder Buschland an Felswänden und -vorsprüngen in Höhen zwischen 2000 und 4000 Metern.

## Lebensweise
Über die Lebensweise dieses Pfeifhasen liegen nur sehr wenige Informationen vor. Er gräbt einfache Bauten mit Längen von einem bis zwei Metern. Die Reproduktionszeit liegt im Mai bis August. Die Weibchen bringen ein bis zwei Mal im Jahr Jungtiere zur Welt, wobei ein Wurf aus drei bis sieben Jungen besteht.

## Systematik
Der Rotohr-Pfeifhase wurde früher als konspezifisch mit Ochotona rutila angesehen, zeitweise wurden andererseits Ochotona gloveri und Ochotona brookei (heute O. gloveri brokkeri) vor allem aufgrund ihrer räumlichen Nähe Ochotona erythrotis zugeschlagen. Die Unterscheidung der Arten O. erythrotis, O. gloveri und O. rutila erfolgt vor allem auf der Basis der unterschiedlichen Fellfarbe sowie aufgrund von Unterschieden der Schädelmorphologie.

## Gefährdung und Schutz
Die Art wird von der International Union for Conservation of Nature and Natural Resources (IUCN) aufgrund des vermutlich großen Bestandes und des großen Verbreitungsgebietes als nicht gefährdet (least concern) eingestuft. Obwohl keine konkreten Daten zur Bestandsgröße vorliegen, wird angenommen, dass der Bestand zumindest nicht so stark rückläufig ist, dass daraus eine Gefährdung abzuleiten wäre.

## Belege
1. 1 2 3 4 5  Joseph A. Chapman, John E. C. Flux (Hrsg.): Rabbits, Hares and Pikas. Status Survey and Conservation Action Plan. (Memento des Originals vom 14. Januar 2009 im Internet Archive)  Info: Der Archivlink wurde automatisch eingesetzt und noch nicht geprüft. Bitte prüfe Original- und Archivlink gemäß Anleitung und entferne dann diesen Hinweis. (PDF; 11,3 MB) International Union for Conservation of Nature and Natural Resources (IUCN), Gland 1990; S. 30–31. ISBN 2-8317-0019-1.
2. 1 2 3 4 5 6  Ochotona erythrotis in der Roten Liste gefährdeter Arten der IUCN 2011. Eingestellt von: A.T. Smith, C.H. Johnston, 2008. Abgerufen am 10. Februar 2012.